# NGC 5319
NGC 5319 ist eine 15,5 mag helle Spiralgalaxie vom Hubble-Typ S? im Sternbild Jagdhunde. Sie ist schätzungsweise 679 Millionen Lichtjahre von der Milchstraße entfernt.
Sie wurde am 27. März 1856 vom irischen Astronomen R. J. Mitchell, einem Assistenten von William Parsons, entdeckt.